# Уорд, Роджер (актёр)
Роджер Уорд (англ. Roger Ward) — австралийский актёр и писатель, «пионер австралийской гей-культуры».

## Биография и карьера
Дебютировал как актёр в 1961 году.
Стал известен уже в 1970 году как автор сценария к фильму «The Set», основанному на его же неопубликованной новелле на ЛГБТ-тематику. По словам Уорда, новелла основана на личном опыте из его жизни во время работы в театре, а многие персонажи списаны с его знакомых. The Set стал первым фильмом о гомосексуальности в Австралии.
Мировую известность получил благодаря роли капитана полиции Фифи в культовом боевике «Безумный Макс», снятом в 1979 году режиссёром Джорджем Миллером.
В 2011 был выпущен оригинальный рассказ Уорда «The Set».

## Избранная фильмография
| Год  |   | Русское название    | Оригинальное название    | Роль                          |
| ---- | - | ------------------- | ------------------------ | ----------------------------- |
| 1962 | ф | Мятеж на «Баунти»   | Mutiny on the Bounty     | член экипажа корабля «Баунти» |
| 1968 | с | Скиппи              | Skippy the Bush Kangaroo | Карвер (в одном эпизоде)      |
| 1974 | ф | Стоун               | Stone                    | Хукс                          |
| 1975 | ф | Человек из Гонконга | The Man from Hong Kong   | Боб Тэйлор                    |
| 1976 | ф | Бешеный пёс Морган  | Mad Dog Morgan           | полицейский                   |
| 1979 | ф | Безумный Макс       | Sahara                   | капитан Фред «Фифи» МакЭфи    |
| 1980 | ф | Цепная реакция      | The Chain Reaction       | «Лось»                        |
| 1988 | с | Миссия невыполнима  | Mission: Impossible      | Уилсон (в одном эпизоде)      |
| 1990 | ф | Куигли в Австралии  | Quigley Down Under       | Брофи                         |